# ماتياناك
ماتياناك أو الطفل الميت (بالإندونيسية: MatiAnak)‏ هو فيلم رعب إثارة إندونيسي تم إصداره في 28 مارس 2019. هذا الفيلم من بطولة سينتا لاورا.

## طاقم العمل
- سينتا لاورا

## روابط خارجية
- ماتياناك على موقع IMDb (الإنجليزية)
- ماتياناك على موقع قاعدة بيانات الفيلم (الإنجليزية)
- ماتياناك على موقع ليتربوكسد (الإنجليزية)